# The Young and the Restless (álbum)
The Young and the Restless es un álbum de estudio del pianista estadounidense Floyd Cramer. Fue publicado en febrero de 1974 a través de RCA Records.

## Galardones
| Año  | Premio         | Categoría                                 | Resultado | Ref.  |
| ---- | -------------- | ----------------------------------------- | --------- | ----- |
| 1974 | Premios Grammy | Mejor Interpretación Instrumental Country | Nominado  | [ 2 ] |

## Relanzamientos
En diciembre de 2015, el sello discográfico Vocalion reeditó el álbum por primera vez en CD junto con Super Country Hits (1973).

## Lista de canciones
| Lado uno |                                                |                                               |          |  |
| N.º      | Título                                         | Escritor(es)                                  | Duración |  |
| 1.       | «Main Theme from “The Young and the Restless”» | Barry DeVorzon Perry Botkin, Jr.              | 2:08     |  |
| 2.       | «Top of the World»                             | Richard Carpenter John Bettis                 | 2:32     |  |
| 3.       | «The Most Beautiful Girl»                      | Norro Wilson Billy Sherrill Rory Bourke       | 2:48     |  |
| 4.       | «Mercy, Mercy, Mercy»                          | Joe Zawinul                                   | 2:40     |  |
| 5.       | «The Star Spangled Banner»                     | Francis Scott Key, arr. por Floyd Cramer, Jr. | 2:20     |  |

| Lado dos |                          |                  |          |  |
| N.º      | Título                   | Escritor(es)     | Duración |  |
| 1.       | «Behind Closed Doors»    | Kenny O'Dell     | 2:46     |  |
| 2.       | «Boogie, Boogie, Boogie» | Ray Stevens      | 2:23     |  |
| 3.       | «Laid Back»              | Stevens          | 2:23     |  |
| 4.       | «Theme from a Dream»     | Boudleaux Bryant | 2:20     |  |
| 5.       | «Rockin' On»             | Cramer, Jr.      | 2:25     |  |

## Créditos y personal
Créditos adaptados desde las notas de álbum de The Young and the Restless.
Personal técnico
- Chet Atkins – productor
- Ray Stevens – arreglos (1, 7–9)
- Cam Mullins – arreglos, conductor (2, 3, 5, 6)
- Bill Vandevort – ingeniero de audio
- Mike Shockley – técnico de estudio
- Jimmy Moore – fotografía